# Стакан наполовину пуст или наполовину полон

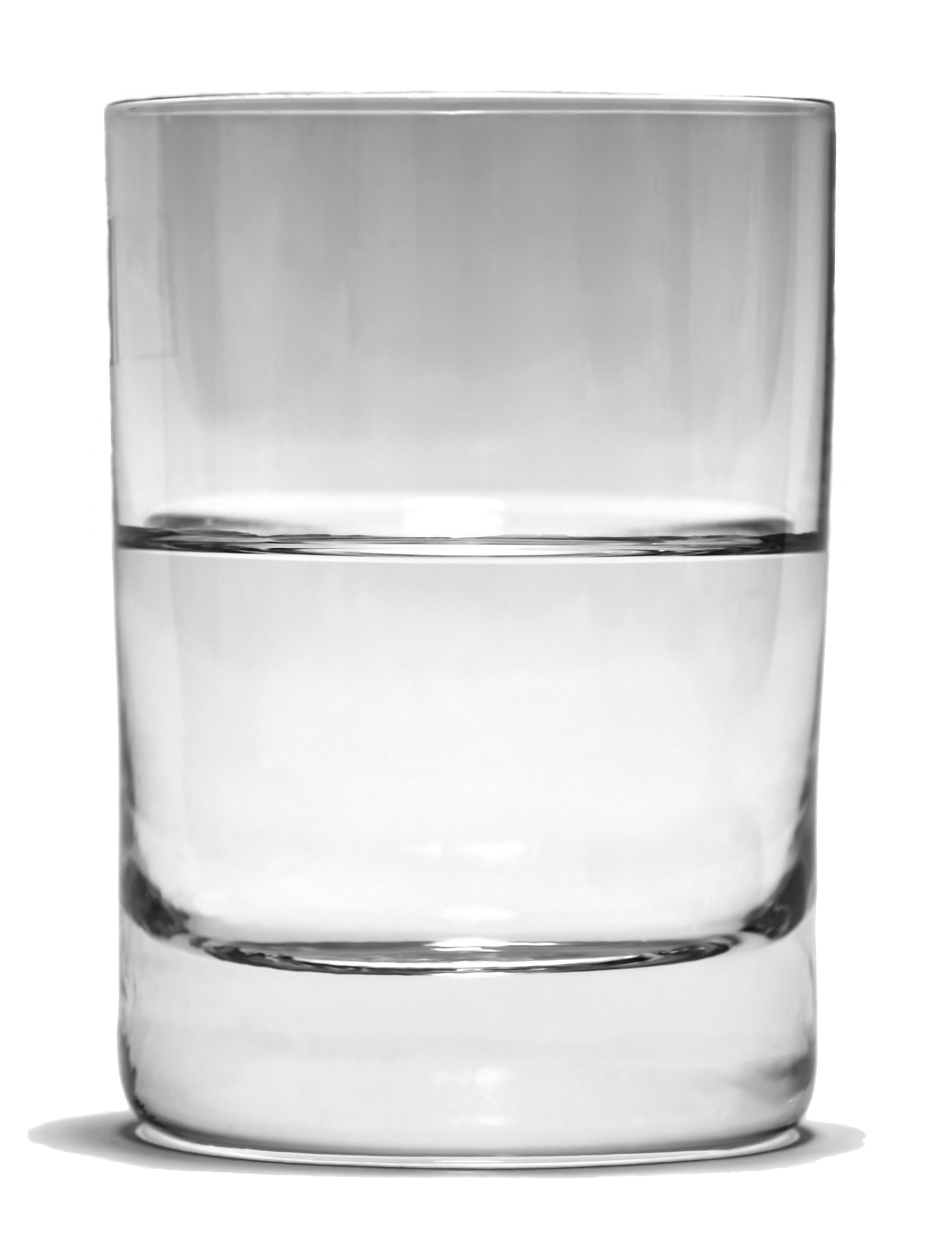
Стакан наполовину пуст или наполовину полон?

Стакан наполовину пуст или наполовину полон — общеупотребляемое выражение, используемое как риторический вопрос,  позволяющий определить мироощущение человека в целом, либо отношение его к той или иной ситуации как пессимистическое (стакан наполовину пуст) или оптимистическое (стакан наполовину полон).
Данная идиома используется, чтобы объяснить, как люди воспринимают события и объекты. Мироощущение каждого человека является уникальным и представляет собой лишь одну из интерпретаций реальности.
Данное выражение в английском языке (англ. Is the glass half empty or half full) послужило также основой для характеристики человека, придерживающегося той или иной точки зрения на мир. Так, распространены выражения «человек, для которого стакан наполовину пуст» (англ. glass half-empty person), описывающее пессимиста, и «человек, для которого стакан наполовину полон» (англ. glass half-full person), характеризующее оптимиста.